# Приклад

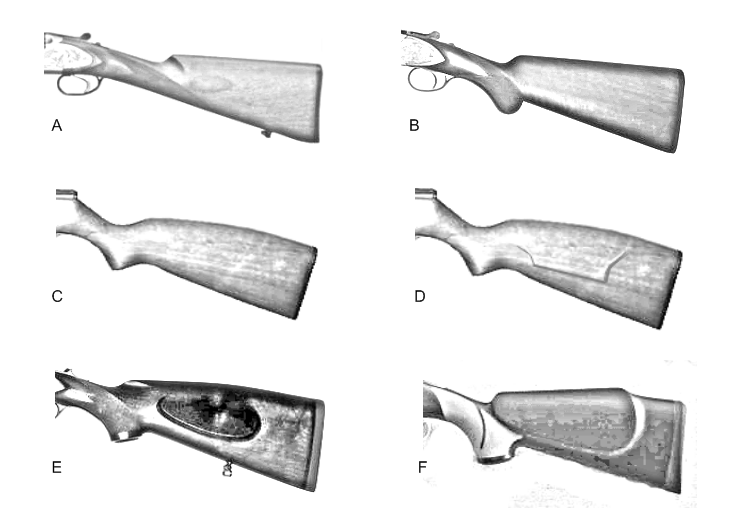
Типы прикладов с различной формой шейки.

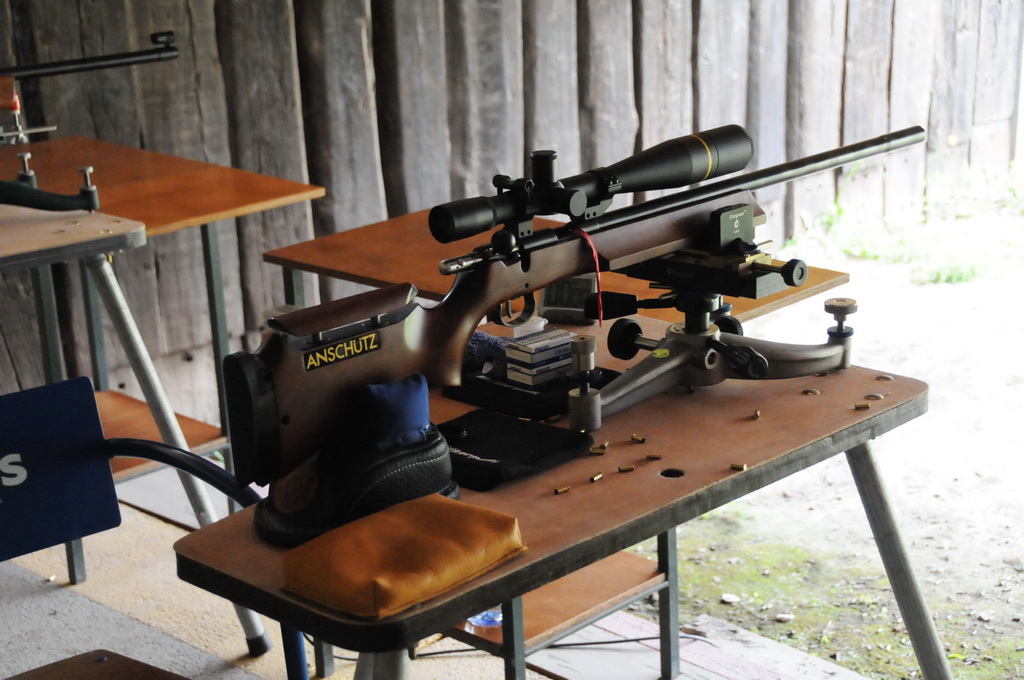
Спортивный приклад.

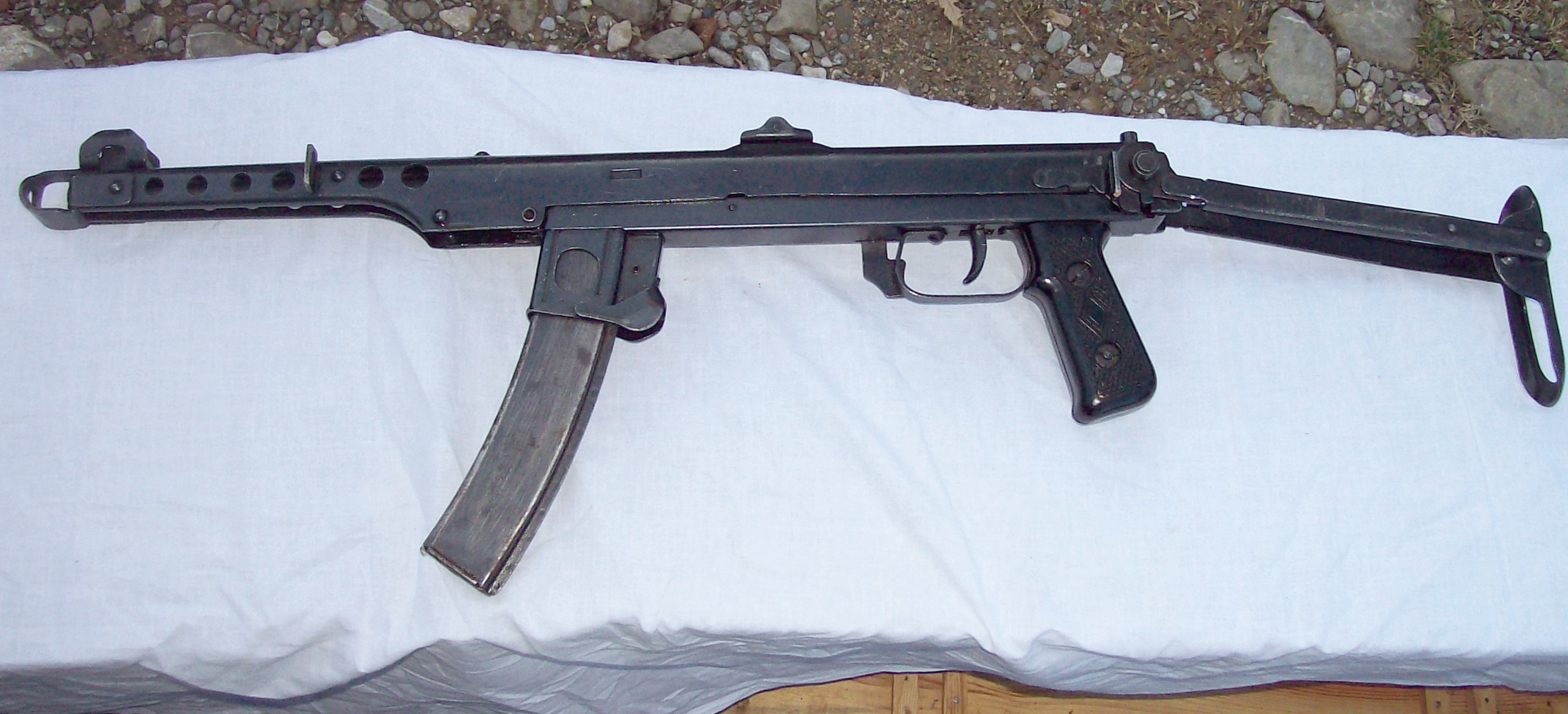
Складной приклад ППС.

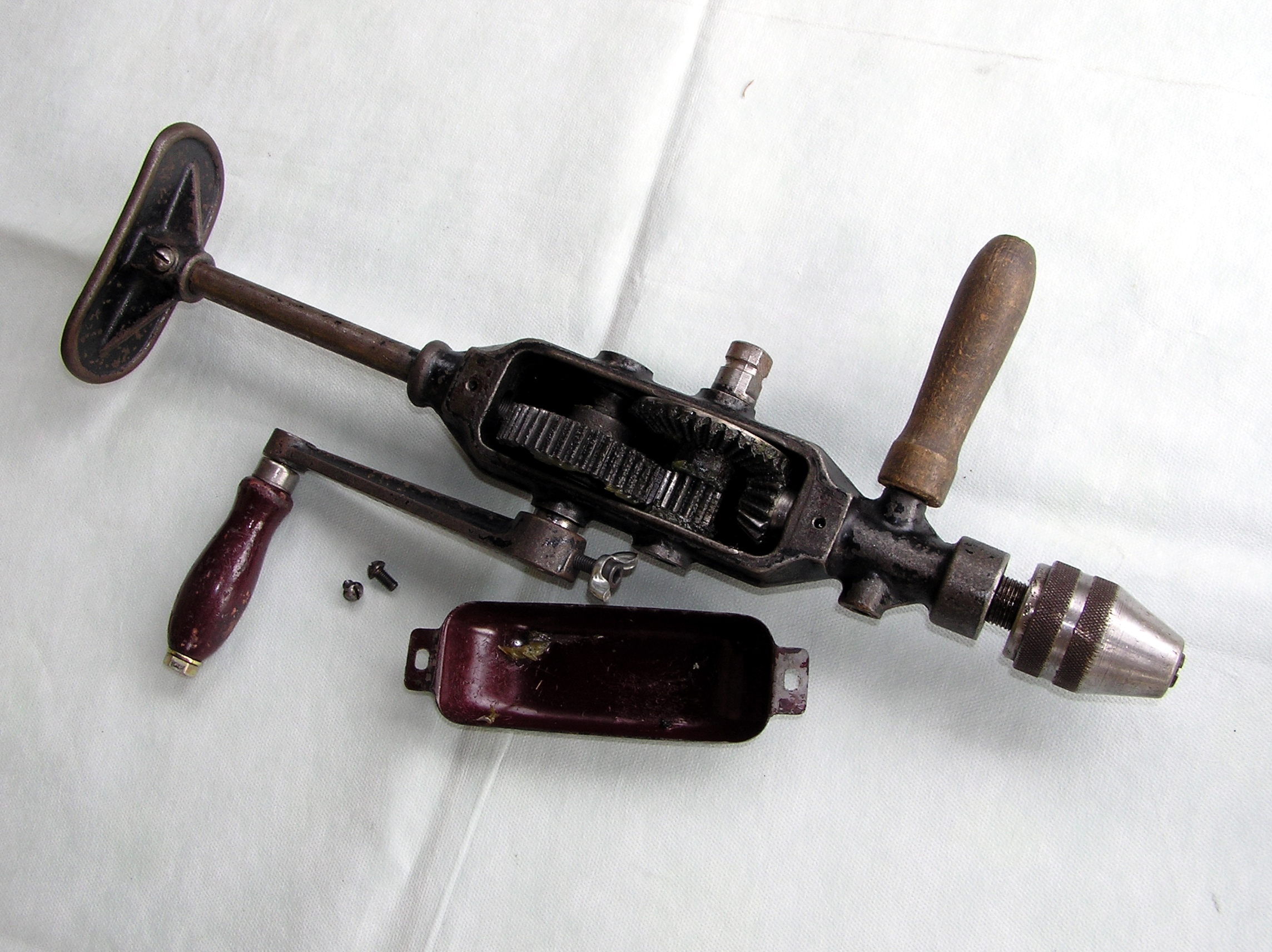
ручная дрель

Прикла́д (плечевой упор) — конструктивный элемент различных видов ручного вооружения, а также некоторых строительных инструментов, профессиональной фото и видео техники, а также других приспособлений, предназначенный для улучшения эргономических свойств при удержании и/или повышения устойчивости при использовании предмета, на который он установлен.
Прикладами оснащаются прежде всего многие виды лёгкого стрелкового оружия, арбалетов и гранатомётов (например — РГ-6, РГС-50, M79, MGL и другие). Кроме этого, приклады устанавливаются на некоторых моделях фоторужей, кинокамер и ручных дрелей. Оружейные приклады (приклад ружейный) также используются в качестве оружия рукопашного боя («Коли мало штыка, так дадим приклада.», «Не ловок штык, так вперед приклад.»). Конструкционно оружейный приклад может быть как отдельной деталью, так и частью оружейной ложи. Ружейный приклад из я́ворины — Явор.

## Оружейный приклад

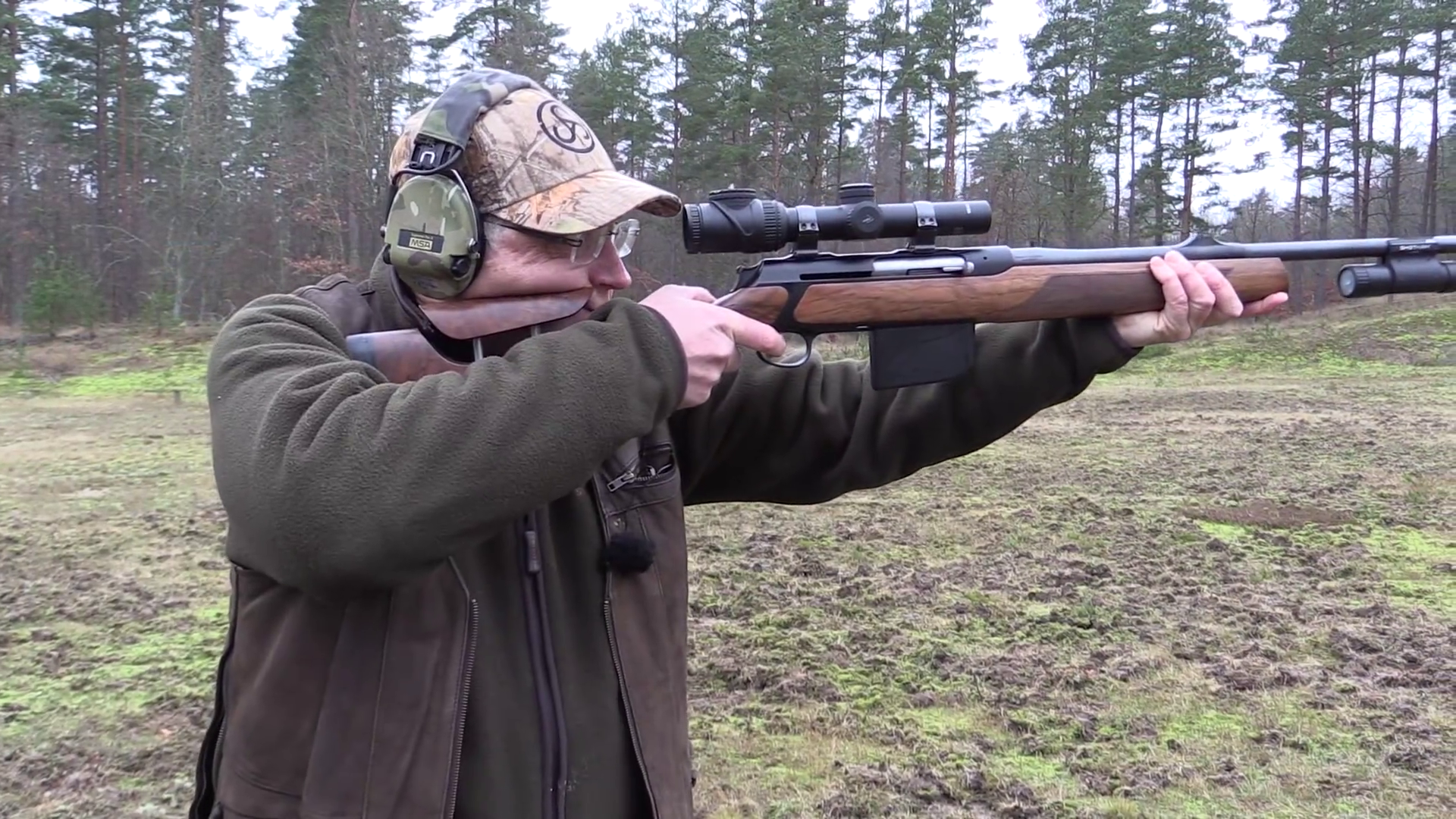
шведский охотник с ружьём

Использование приклада на всех видах оружия (огнестрельном, пневматическом, метательном и так далее) не только повышает удобство прицеливания, но и также способствует комфортному преодолению отдачи. В зависимости от назначения оружия современные оружейные приклады имеют огромное разнообразие форм, конфигураций и размеров, причём некоторые из них регулируются международными и региональными стандартами, например:
- Прямой приклад. Приклады этого типа чаще всего используют в магазинных винтовках с рычажным затвором, поскольку его форма обеспечивает необходимое свободное пространство для функционирования увеличенной спусковой скобы.
- Стандартный приклад с пистолетной шейкой. Верхняя сторона этого приклада прямая, а нижняя имеет ярко выраженную пистолетную рукоятку.
- Немецкий приклад. Пример с пистолетной шейкой и изогнутой задней частью.
- Приклад типа «Монте-Карло». Этот тип приклада отличается от других характерной пистолетной шейкой и ярко выраженной падающей верхней частью и также выступом для щеки стрелка. Этот тип используется главным образом в крупнокалиберных и целевых винтовках.
- Спортивный приклад. Спортивные винтовки нередко оснащаются прикладами с характерной пистолетной ручкой и специальным отверстием для большого пальца. Кроме этого, спортивные образцы оснащаются регулируемыми по высоте затыльниками.

Конструкционно оружейный приклад может быть как отдельной деталью, так и частью оружейной ложи. В первом случае приклад может быть несъёмным, съёмным или складным. Складные приклады отличаются по способу складывания: вбок (автомат АКС-74, пистолет-пулемёт MP 38/40), вверх (дробовик Franchi SPAS-12), телескопически вдоль (карабин M4) и так далее. Конструктивные особенности некоторых систем складных прикладов допускают сразу несколько способов складывания (автомат АК-12), а также — установку дополнительного оснащения (регулируемой щеки, дополнительной опорной ноги и так далее).
В настоящее время большая часть оружия поставляется с прикладами, изготовленными из металла и/или пластика, в прошлом обычно они изготавливались из древесины, как правило — ореха. Более дешевые винтовки имели приклады из бука.
В США распространён функциональный аналог приклада под названием «пистолетный упор» (pistol brace) — деталь, предназначенная для упора в предплечье, скулу или плечо, но законодательно прикладом не считающаяся и потому допустимая для установки на гражданское короткоствольное оружие.

## Бой с прикладом
Во многих армиях и полициях мира включая Российскую в подготовку военнослужащих и полицейских входит обучение рукопашному бою с применением разряженного огнестрельного оружия в качестве холодного . В данном случае приклад используется в качестве тяжёлого предмета, способного при грамотном обращении нанести обезвреживающий, а возможно даже смертельный удар противнику . В фильмах о второй мировой войне, можно легко найти эпизоды рукопашного боя с применением прикладов огнестрельного оружия, так же в играх, посвящённых второй мировой войне и более поздним военным конфликтам как например в Call of Duty 2 есть даже функция применения приклада для нанесения ручного удара по противнику. В случае переключения на пистолет, который не имеет приклада удар производится магазином пистолета.

## Фотогалерея

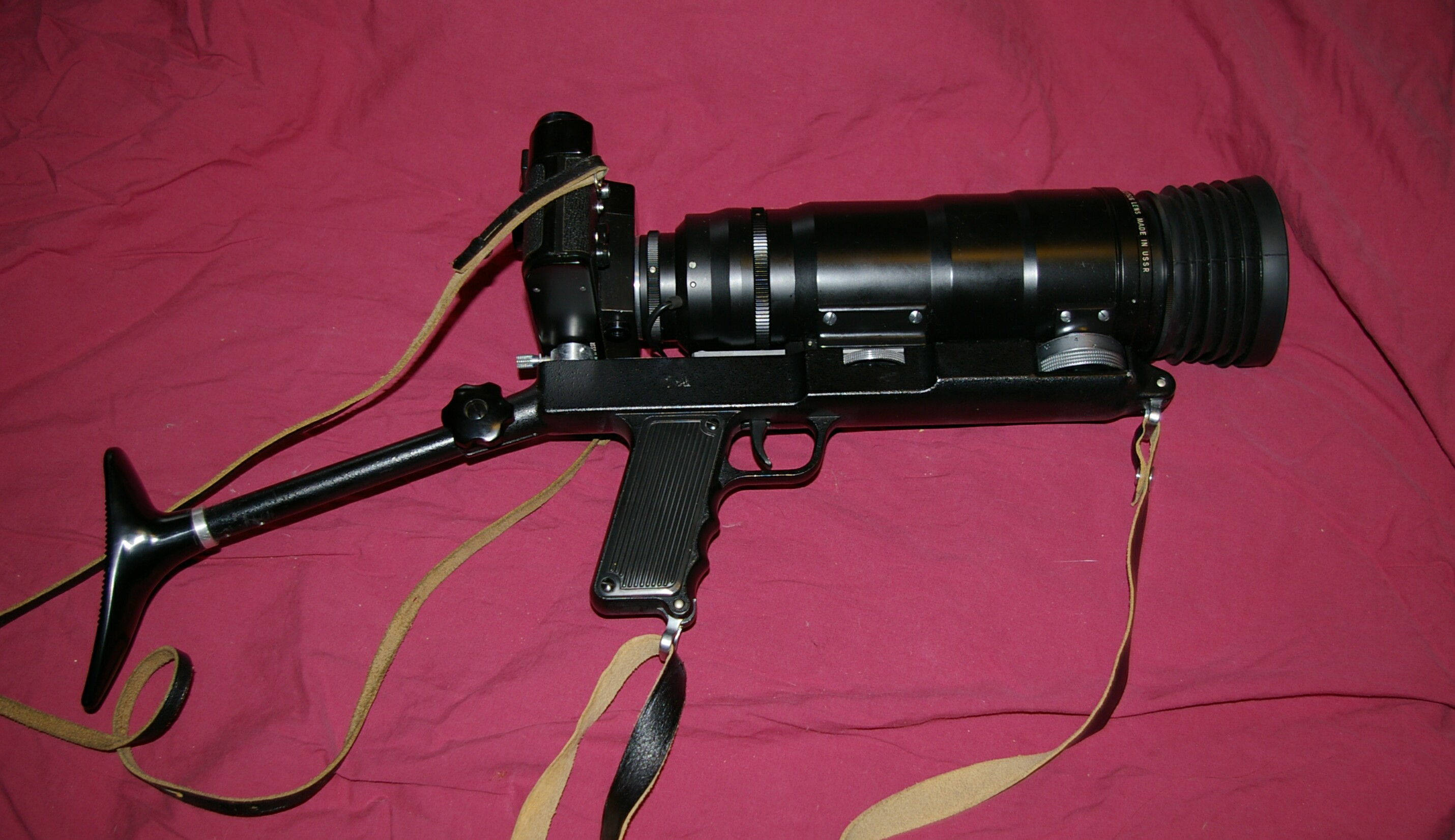
Складной приклад фоторужья ФС-12.
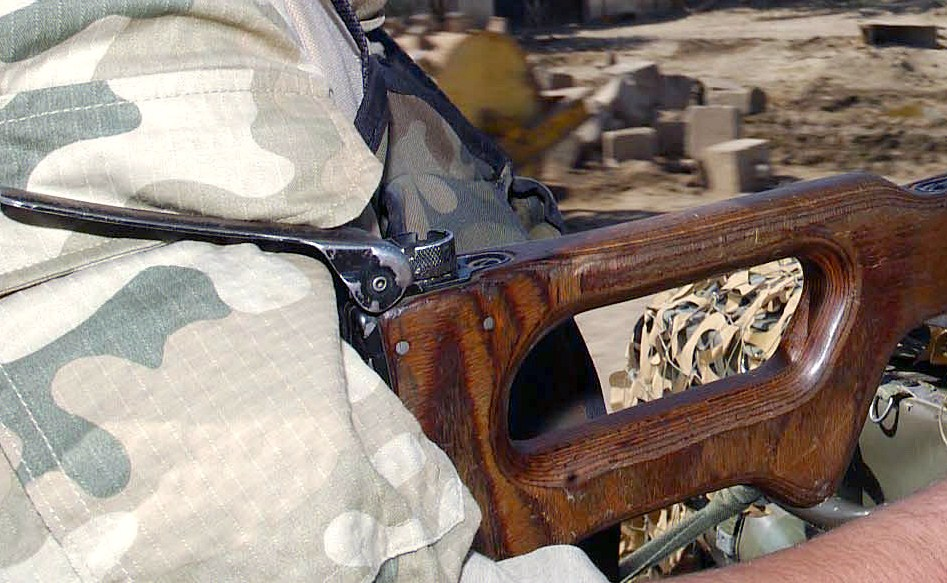
Несъёмный приклад единого пулемёта ПКМ.
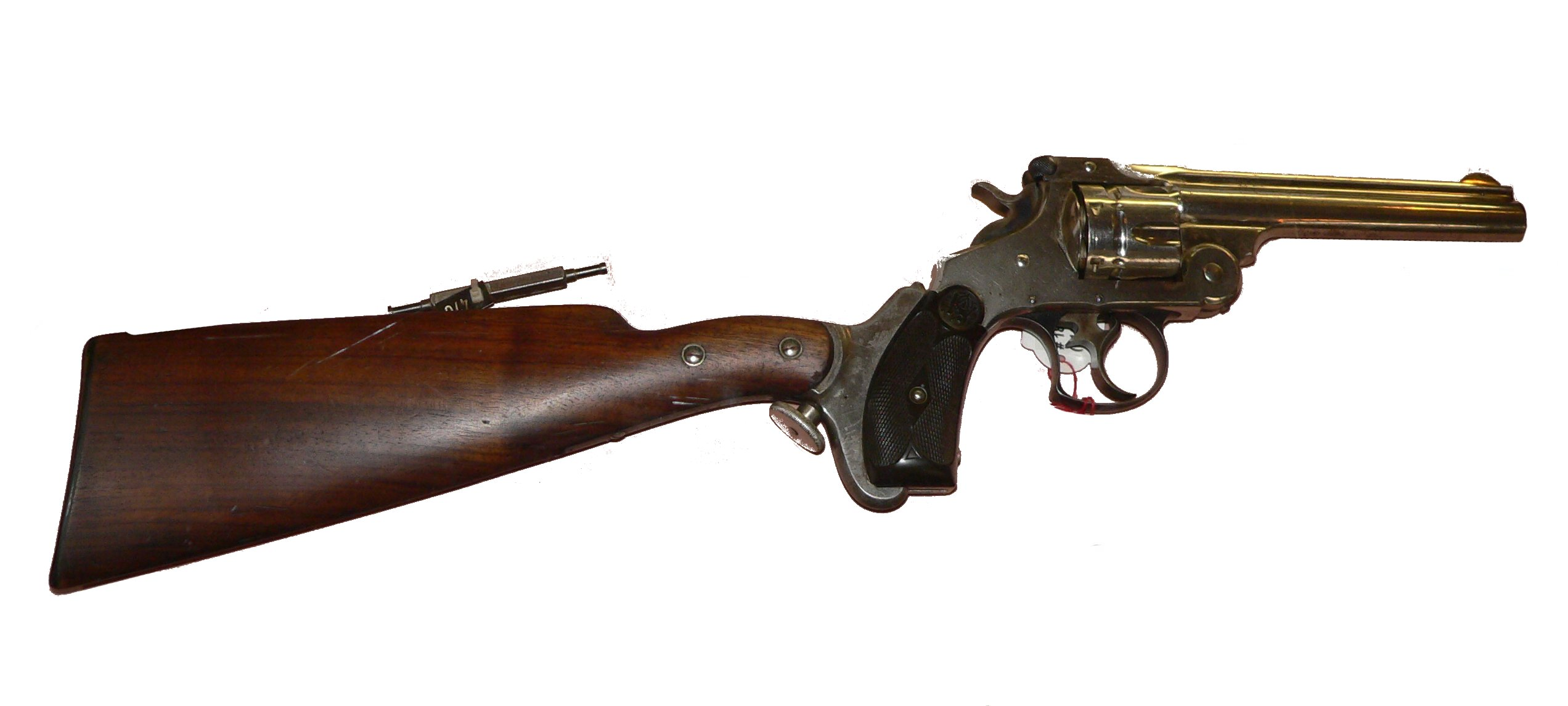
Съёмный приклад на револьвере Smith & Wesson.
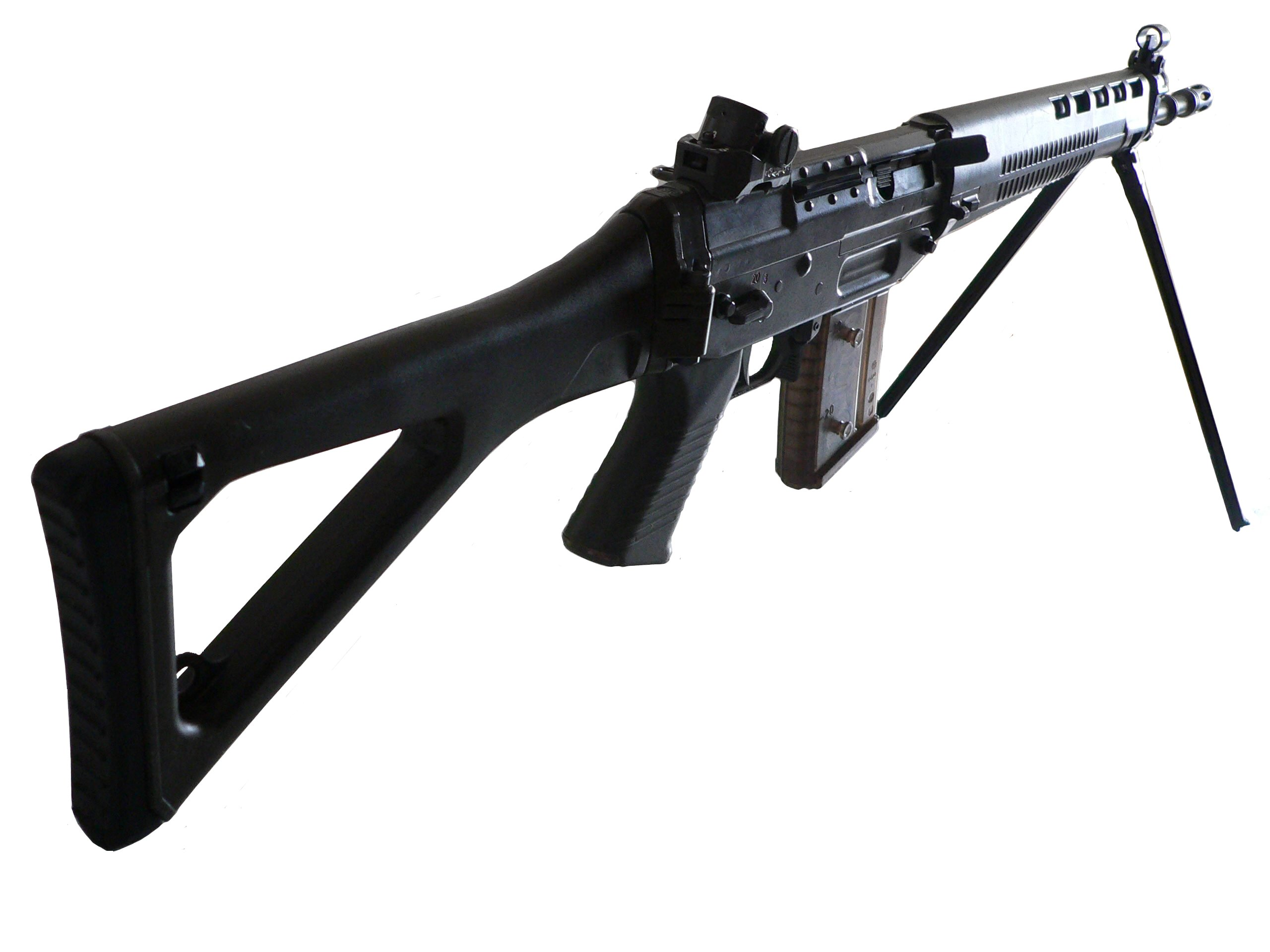
Приклад автомата SIG 550.
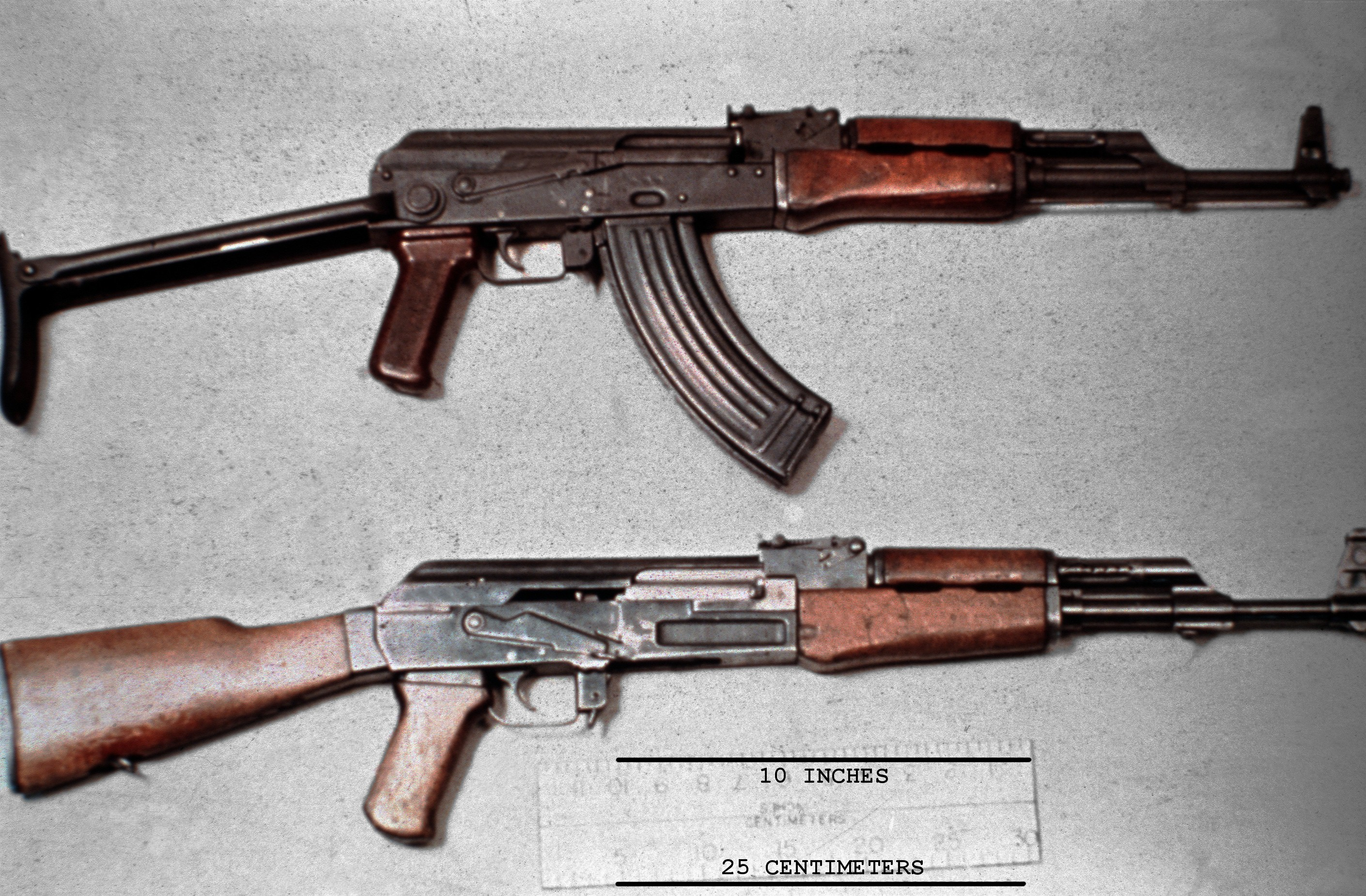
Складной и несъёмный приклады автоматов семейства АК.
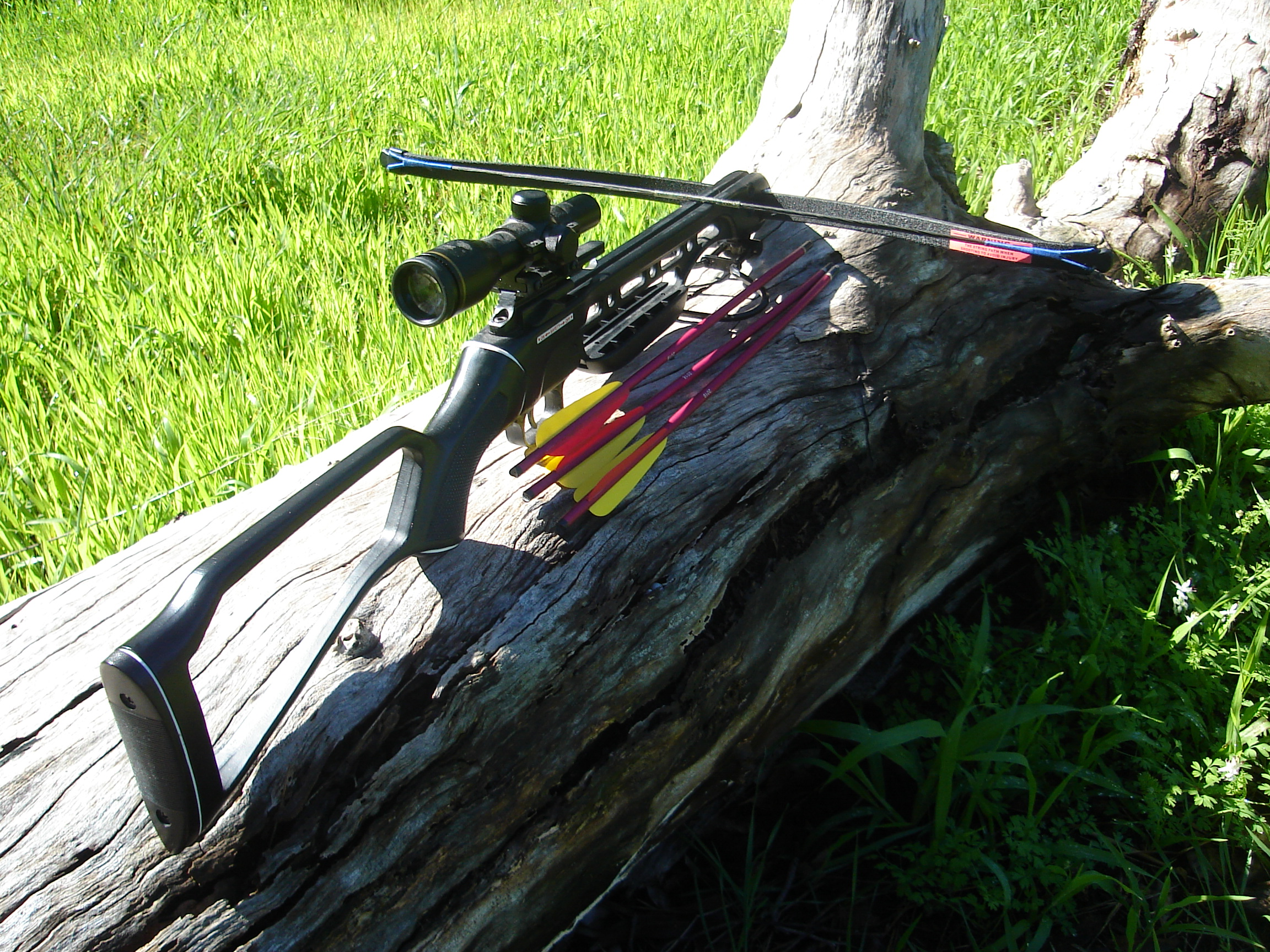
Приклад на современном арбалете.
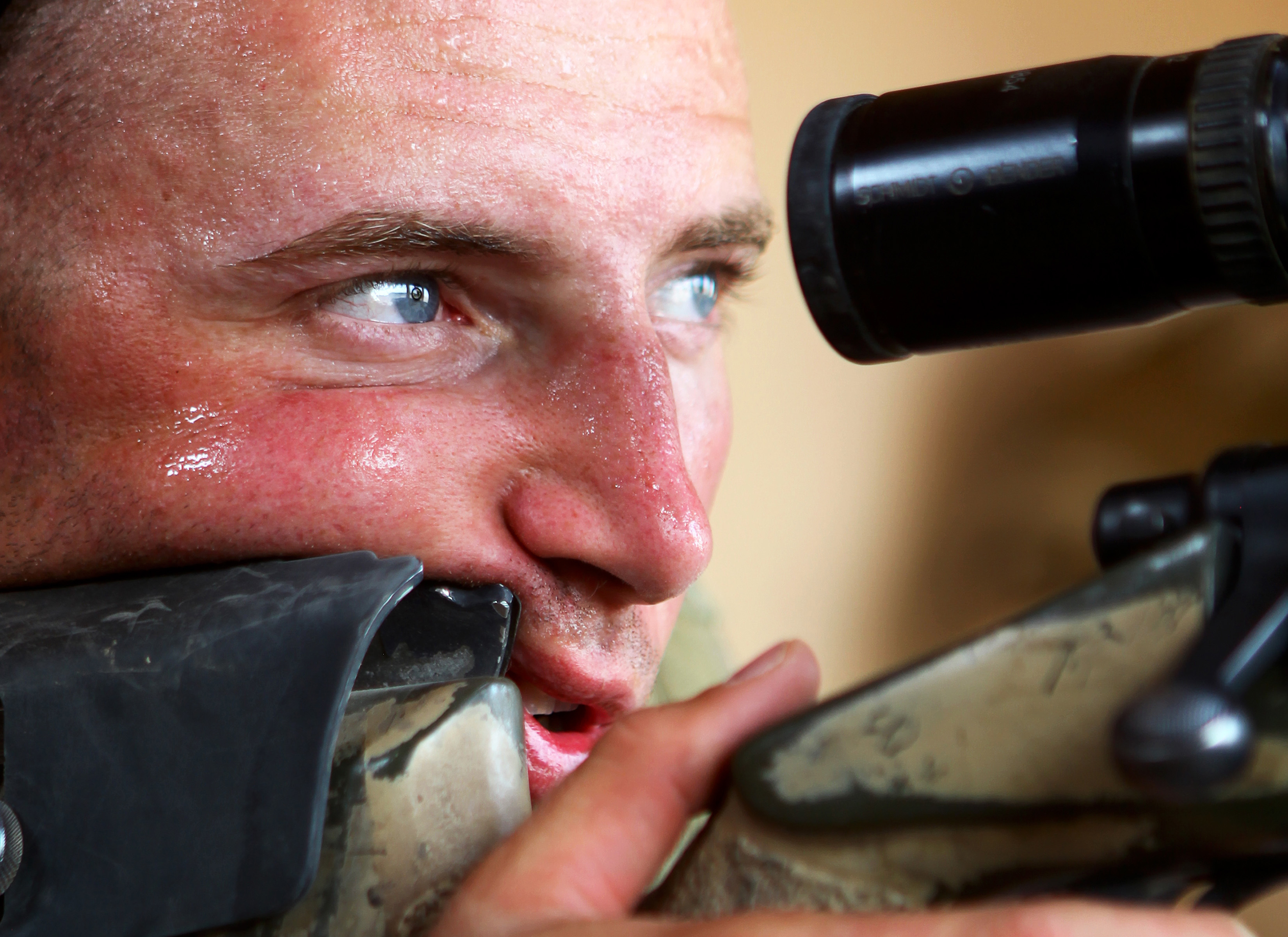
Регулируемая «щека».